# The Hot Wing King
The Hot Wing King è un'opera teatrale della drammaturga statunitense Katori Hall, portata al debutto a New York nel 2020 e premiata con il Premio Pulitzer per la drammaturgia nel 2021.

## Trama
Nella città di Memphis si svolge il festival gastronomico noto come "Hot Wang Festival" e l'afroamericano Cordell Crutchfield sa che le sue alette di pollo piccante potrebbe essere la ricetta giusta per portarlo alla vittoria. Grazie al compagno Dwayne e gli amici gastronomi - i membri del New Wing Order - Cordell è impegnato nella preparazione delle sue celebri ali di pollo quando il fidanzato decide di accogliere in casa il nipote Everett.
Dwayne si sente in colpa nei confronti del nipote dato che la madre dell'adolescente era stata uccisa dalla polizia dopo che lui li aveva chiamati a causa di uno dei numerosi episodi psicotici della donna. La decisione di accogliere in caso Everett complica la relazione tra Cordell e Dwayne: i due si amano profondamente, ma Cordell si porta dietro l'amarezza di aver lasciato la moglie e i figli (a cui aveva nascosto la sua omosessualità per anni) per il compagno, da cui dipende economicamente dopo essersi trasferito a Memphis senza aver ancora trovato lavoro.
Un errore di Isom finisce per sabotare accidentalmente le alette di pollo, diventate talmente piccanti da essere immangiabili. Everett allora ha l'idea di partecipare comunque al concorso e presentare le alette piccantissime come una sorta di sfida per chiunque riesca a mangiarne di più senza stare male. L'idea è un successo e, pur non vincendo il premio tanto ambito da Cordell, le alette vincono comunque un premio speciale istituito appositamente dalla giuria. Cordell e Dwayne si riappacificano e accolgono Everett a casa loro.

## Storia delle rappresentazioni
The Hot Wing King ha avuto la sua prima assoluta all'Alice Griffin Jewel Box Theatre della Signature Theatre Company dell'Off-Broadway newyorchese il 1º marzo 2020, dopo alcune settimane di anteprime iniziate l'11 febbraio. Steven H. Broadnax III curava la regia, mentre il cast era composto da Toussaint Jeanlouis (Cordell), Korey Jackson (Dwayne), Sheldon Best (Isom), Nicco Annan (Big Charles), Cecil Butcher (Everett "EJ") ed Eric B. Johnson Jr (TJ). La pièce è stata accolta positivamente dalle maggiori testate statunitensi, ma le repliche sono state interrotte improvvisamente il 12 marzo a causa della pandemia di COVID-19. Nel 2024 la commedia ha avuto la sua prima europea al National Theatre di Londra.